# 1288
1288 (MCCLXXXVIII) je bilo prestopno leto, ki se je po julijanskem koledarju začelo na četrtek.

## Dogodki

### Mongolski imperij
- Bitka na reki Bach-Dang, Tretja mongolska invazija na Vietnam: potem ko številčno šibkejši in slabše oboroženi Vietnamci onemnogočijo Mongolom oskrbo, začno s protiofenzivo. V rečni bitki zvabijo mongolski oskrbovalni konvoj v isto past kot leta ← 983, ko so porazili vojsko Južnega Hana, in ga uničijo ter s tem popolnoma odrežejo mongolsko kopensko glavnino, ki se je prisiljena razdeliti in ob velikih izgubah umakniti nazaj na Kitajsko.
- Nestorijanski diplomat v službi Ilkanata Rabban Bar Sauma ne čaka na izvolitev novega papeža in prezimi v Genovi. Spomladi odpotuje naprej proti Parizu, kjer preživi mesec dni kot gost francoskega kralja Filipa IV., nakar ga povabi angleški kralj Edvard I. v Gaskonjo, ki pokaže interes za novo križarsko vojno, a je zaradi notranjepolitičnih zapletov z Valižani in Škoti zadržan. V Gaskonji končno dočaka izvolitev novega papeža, zato odputuje nazaj v Rim. Novi papež Nikolaj IV. se precej mlačno odzove, ko mu omeni pobudo za skupno križarsko vojno proti egiptovskim mamelukom. Še istega leta se Rabban Bar Sauma oprtan z darili vrne nazaj v Ilkanat. 1289 ↔
- Kavkaz: prvi poskus invazije vojske Zlate horde na Ilkanat, ki je zavrnjen. 1290 ↔

### Razplet Limburške nasledstvene vojne 1283-88
- 5. junij - Bitka pri Worringenu, Limburška nasledstvena vojna: po petih letih vojaških prask pride do odločujočega spopada med pretendentoma (poraženim) grofom Gueldersa Reginaldom I. in zmagovalnim vojvodom Brabanta Ivanom I.. Bitka pri Worringenu je ena večjih bitk, saj obema vladarjema uspe pridobiti široko koalicijo podpornikov, na vsaki strani pa se je udeleži okoli 2500 vitezov in enako toliko pešakov. Na poraženi strani je več kot 1000 žrtev, na zmagovalni zgolj 40.
  - Zmagovalec Limburške nasledstvene vojne brabantski vojvoda Ivan I. postane še novi vojvoda Limburga.
  - Na strani poražencev pade luksemburški grof Henrik VI., nasledi ga sin Henrik VI.. Prav tako v bitki pade njegov mlajši brat grof Lignyja Valeran I.. Grofijo nasledi sin Henrik II.
  - Nadškof Kölna Sigfrid II. Westerburški, ki je en od poražencev, je proti odkupnini ujet in zaprt za leto dni. Mesto Köln se s tem de facto osvobodi nadškofovega vpliva.
- 14. avgust - Na zmagovalni strani grof Berga Adolf VIII. razširi svojo oblast in podeli trgu Düsseldorf mestne pravice.

### Ostalo
- 20. januar - Jugozahodni Wales: Angleži zatro upor Rhysa ap Maredudda, ki je potomec bivše valižanske kraljeve hiše Deheubarth. Voditelju upora sicer uspe pobegniti in se skrivati še naslednja tri leta. 1291 ↔
- januar - Ogrsko plemstvo in nadškof Lodomer ujameta (izobčenega) ogrskega kralja Ladislava IV. Kumana, ki pa mu uspe pobegniti.
- 22. februar - Začetek pontifikata novega papeža Nikolaja IV., 191. papeža po seznamu.[1] Gre za prvega papeža iz redu frančiškanov.
- 1. julij - Pisa: poraz proti Genovi pred štirimi ← leti močno poslabša mestno ekonomijo. Cene skokovito naraščajo in vrstijo se upori meščanov. V enem od uličnih spopadov mestni upravitelj grof Ugolino della Gherardesca ubije nečaka gibelinskega nadškofa Ruggierija degli Ubaldinija, ki se maščuje za uboj in s podporo gibelinskih someščanov zapre grofa Ugolina skupaj s sinovoma in vnukoma. 1289 ↔
- 8. avgust - Papež Nikolaj IV. potrdi izobčenje ogrskega kralja Ladislava IV. Kumana. Centralna oblast se sesuje in ogrsko plemstvo ter cerkev začno vladati neodvisno od kralja, ki sicer zaradi kumanskih navad ni posebej priljubljen. 1290 ↔
- Mezzogiorno: angleški kralj Edvard I. posreduje v sicilskem sporu med Anžujci in Aragonci ter doseže izpustitev neapeljskega kralja Karla II. Anžujskega iz aragonskega ujetništva. Karel II. se je prisiljen odreči zahtevam po Siciliji, prepustiti tri sinove in številno anžujsko spremstvo za talce, njegov bratranec Karel Valoiški pa Aragonski kraljevini. 1289 ↔

## Rojstva
- 5. april - cesar Go-Fušimi, 93. japonski cesar († 1336)
- 26. november - cesar Go-Daigo, 96. japonski cesar († 1339)

Neznan datum
- Ivan I., moskovski knez, veliki vladimirski knez († 1340)[2]
- Karel I., ogrski kralj († 1342)
- Levi ben Gerson, latinizirano Gersonides, francoski judovski teolog, rabin, filozof, matematik, astronom in astrolog († 1344)
- Vilijem iz Ockhama, angleški frančiškan, filozof, logik, teolog († 1348)

## Smrti
- 10. februar - Henrik III., meissenški mejni grof, lužiški deželni grof (* 1215)
- 24. april - Gertruda Babenberška, mejna grofinja Badna (* 1226)
- 5. junij - Henrik VI., luksemburški grof (* 1240)
- 30. september - Lešek II., poljski nadvojvoda (* okoli 1241)
- 19. november - Rudolf I., mejni grof Badna (* 1230)
- 17. december - Ibn Al-Nafis, arabski zdravnik, anatom (* 1210)

Neznan datum
- Adam de la Halle, francoski pesnik, skladatelj (* 1237)
- Gvido de Montfort, angleški plemič, grof Nole, izobčenec (* 1244)
- Matilda Holsteinska, danska kraljica (* 1225)